# Aberdeen Burghs (circonscription du Parlement britannique)
Circonscription parlementaire de la Chambre des Communes
Aberdeen Burghs était un district de la circonscription de burghs qui était représenté de 1708 à 1800 à la Chambre des communes du Parlement de Grande-Bretagne et de 1801 à 1832 à la Chambre des communes du Parlement du Royaume-Uni.

## Création
La circonscription parlementaire britannique a été créée en 1708 à la suite des Actes d'Union de 1707 et a remplacé les anciennes circonscriptions du Parlement d'Écosse d'Aberdeen, Arbroath, Brechin, Inverbervie et de Montrose.

## Limites
La circonscription se composait du burgh d'Aberdeen dans le comté d'Aberdeen, du burgh d'Inverbervie dans le comté de Kincardine et des burghs d'Arbroath, Brechin et Montrose dans le comté de Forfar.

## Historique
La circonscription a élu un Membre du Parlement (MP) au scrutin uninominal à un tour jusqu'à ce que le siège soit aboli pour les élections générales de 1832,,,,.
En 1832, la circonscription a été divisée entre les nouvelles circonscriptions d'Aberdeen et de Montrose Burghs. La circonscription d'Aberdeen couvrait le Burgh d'Aberdeen, tandis que Montrose Burghs couvrait les autres burghs plus le burgh de Forfar, qui faisait auparavant partie de la circonscription de Perth Burghs.

## Membre du Parlement
| Élection | Élection           | Membre                                                            | Parti                                                             |
| -------- | ------------------ | ----------------------------------------------------------------- | ----------------------------------------------------------------- |
|          | 1708               | John Gordon                                                       | Indépendant                                                       |
|          | 1710               | James Scott                                                       | Indépendant                                                       |
|          | 1711               | William Livingston                                                | Indépendant                                                       |
|          | 1713               | John Middleton                                                    | Whig                                                              |
|          | février 1715       | James Erskine                                                     | Tory                                                              |
|          | juillet 1715       | John Middleton                                                    | Whig                                                              |
|          | avril 1722         | William Kerr                                                      | Whig                                                              |
|          | octobre 1722       | John Middleton                                                    | Whig                                                              |
|          | 1739               | John Maule                                                        | Whig                                                              |
|          | 1748               | Charles Maitland                                                  | Indépendant                                                       |
|          | 1751               | David Scott                                                       | Indépendant                                                       |
|          | 1767               | Sir John Lindsay                                                  | Indépendant                                                       |
|          | 1768               | Thomas Lyon                                                       | Pro-Administration Whig                                           |
|          | 1779               | Adam Drummond                                                     | Indépendant                                                       |
|          | 1784               | Sir David Carnegie, Bt                                            | Whig                                                              |
|          | 1790               | Alexander Callender                                               | Indépendant                                                       |
|          | 1792               | Alexander Allardyce                                               | Indépendant                                                       |
|          | Actes d'Union 1800 | Parlement de Grande-Bretagne aboli, Parlement du Royaume-Uni créé | Parlement de Grande-Bretagne aboli, Parlement du Royaume-Uni créé |
|          | 1801               | Alexander Allardyce                                               | Indépendant                                                       |
|          | 1802               | James Farquhar                                                    | Indépendant                                                       |
|          | 1806               | John Ramsay                                                       | Whig                                                              |
|          | 1807               | James Farquhar                                                    | Indépendant                                                       |
|          | 1818               | Joseph Hume                                                       | Radical                                                           |
|          | 1830               | Sir James Carnegie, Bt                                            | Tory                                                              |
|          | 1831               | Horatio Ross                                                      | Whig                                                              |
|          | 1832               | Circonscription abolie                                            | Circonscription abolie                                            |

## Élections

### Élections dans les années 1700
| Parti                     | Parti                                 | Candidat    | Voix | % | ± |
| ------------------------- | ------------------------------------- | ----------- | ---- | - | - |
|                           | Indépendant                           | John Gordon | '    | ' | ' |
|                           | Indépendant                           | James Scott |      |   |   |
| Bulletins de vote rejetés |                                       |             |      |   |   |
| Majorité                  |                                       |             |      |   |   |
| Participation             |                                       |             |      |   |   |
| Registre électeurs        |                                       |             |      |   |   |
|                           | Indépendant vainqueur (nouveau siège) |             |      |   |   |

### Élections dans les années 1710
| Parti                     | Parti                                 | Candidat                              | Voix  | %  | ±   |
| ------------------------- | ------------------------------------- | ------------------------------------- | ----- | -- | --- |
|                           | Indépendant                           | James Scott                           | 3     | 60 | '   |
|                           | Indépendant                           | William Livingston                    | 2     | 40 | N/A |
|                           | Indépendant                           | Thomas Coutts                         | 0     | 0  | N/A |
| Bulletins de vote rejetés | Bulletins de vote rejetés             | Bulletins de vote rejetés             | 0     | 0  | N/A |
| Majorité                  | Majorité                              | Majorité                              | 2     | 20 |     |
| Participation             | Participation                         | Participation                         | 5     |    |     |
| Registre électeurs        |                                       |                                       |       |    |     |
|                           | Indépendant vainqueur sur Indépendant | Indépendant vainqueur sur Indépendant | Swing |    |     |

| Parti              | Parti                                | Candidat           | Voix            | %               | ±               |
| ------------------ | ------------------------------------ | ------------------ | --------------- | --------------- | --------------- |
|                    | Indépendant                          | William Livingston | Sans opposition | Sans opposition | Sans opposition |
| Registre électeurs |                                      |                    |                 |                 |                 |
|                    | Indépendant Vainqueur de Indépendant |                    |                 |                 |                 |

| Parti                     | Parti                          | Candidat                       | Voix  | % | ±   |
| ------------------------- | ------------------------------ | ------------------------------ | ----- | - | --- |
|                           | Whig                           | John Middleton                 | '     | ' | N/A |
|                           | Tory                           | James Erskine                  |       |   | N/A |
| Bulletins de vote rejetés | Bulletins de vote rejetés      | Bulletins de vote rejetés      |       |   | N/A |
| Majorité                  |                                |                                |       |   |     |
| Participation             |                                |                                |       |   |     |
| Registre électeurs        |                                |                                |       |   |     |
|                           | Whig vainqueur sur Indépendant | Whig vainqueur sur Indépendant | Swing |   |     |

| Parti                     | Parti                   | Candidat                | Voix  | % | ± |
| ------------------------- | ----------------------- | ----------------------- | ----- | - | - |
|                           | Tory                    | James Erskine           | '     | ' | ' |
|                           | Whig                    | John Middleton          |       |   |   |
| Bulletins de vote rejetés |                         |                         |       |   |   |
| Majorité                  |                         |                         |       |   |   |
| Participation             |                         |                         |       |   |   |
| Registre électeurs        |                         |                         |       |   |   |
|                           | Tory vainqueur sur Whig | Tory vainqueur sur Whig | Swing |   |   |

| Parti              | Parti                  | Candidat       | Voix            | %               | ±               |
| ------------------ | ---------------------- | -------------- | --------------- | --------------- | --------------- |
|                    | Whig                   | John Middleton | Sans opposition | Sans opposition | Sans opposition |
| Registre électeurs |                        |                |                 |                 |                 |
|                    | Whig Vainqueur de Tory |                |                 |                 |                 |

### Élections dans les années 1720
| Parti                     | Parti        | Candidat       | Voix  | % | ±   |
| ------------------------- | ------------ | -------------- | ----- | - | --- |
|                           | Whig         | William Kerr   | '     | ' | N/A |
|                           | Whig         | John Middleton |       |   |     |
| Bulletins de vote rejetés |              |                |       |   |     |
| Majorité                  |              |                |       |   |     |
| Participation             |              |                |       |   |     |
| Registre électeurs        |              |                |       |   |     |
|                           | Whig retenir | Whig retenir   | Swing |   |     |

| Parti              | Parti     | Candidat       | Voix            | %               | ±               |
| ------------------ | --------- | -------------- | --------------- | --------------- | --------------- |
|                    | Whig      | John Middleton | Sans opposition | Sans opposition | Sans opposition |
| Registre électeurs |           |                |                 |                 |                 |
|                    | Whig hold |                |                 |                 |                 |

| Parti              | Parti     | Candidat       | Voix            | %               | ±               |
| ------------------ | --------- | -------------- | --------------- | --------------- | --------------- |
|                    | Whig      | John Middleton | Sans opposition | Sans opposition | Sans opposition |
| Registre électeurs |           |                |                 |                 |                 |
|                    | Whig hold |                |                 |                 |                 |

### Élections dans les années 1730
| Parti              | Parti     | Candidat       | Voix            | %               | ±               |
| ------------------ | --------- | -------------- | --------------- | --------------- | --------------- |
|                    | Whig      | John Middleton | Sans opposition | Sans opposition | Sans opposition |
| Registre électeurs |           |                |                 |                 |                 |
|                    | Whig hold |                |                 |                 |                 |

| Parti              | Parti     | Candidat   | Voix            | %               | ±               |
| ------------------ | --------- | ---------- | --------------- | --------------- | --------------- |
|                    | Whig      | John Maule | Sans opposition | Sans opposition | Sans opposition |
| Registre électeurs |           |            |                 |                 |                 |
|                    | Whig hold |            |                 |                 |                 |

### Élections dans les années 1740
| Parti                     | Parti        | Candidat       | Voix  | % | ±   |
| ------------------------- | ------------ | -------------- | ----- | - | --- |
|                           | Whig         | John Maule     | '     | ' | N/A |
|                           | Indépendant  | Alexander Udny |       |   |     |
| Bulletins de vote rejetés |              |                |       |   |     |
| Majorité                  |              |                |       |   |     |
| Participation             |              |                |       |   |     |
| Registre électeurs        |              |                |       |   |     |
|                           | Whig retenir | Whig retenir   | Swing |   |     |

| Parti              | Parti     | Candidat   | Voix            | %               | ±               |
| ------------------ | --------- | ---------- | --------------- | --------------- | --------------- |
|                    | Whig      | John Maule | Sans opposition | Sans opposition | Sans opposition |
| Registre électeurs |           |            |                 |                 |                 |
|                    | Whig hold |            |                 |                 |                 |

| Parti                     | Parti                          | Candidat                       | Voix  | % | ±   |
| ------------------------- | ------------------------------ | ------------------------------ | ----- | - | --- |
|                           | Indépendant                    | Charles Maitland               | '     | ' | N/A |
|                           | Indépendant                    | David Scott                    |       |   |     |
| Bulletins de vote rejetés |                                |                                |       |   |     |
| Majorité                  |                                |                                |       |   |     |
| Participation             |                                |                                |       |   |     |
| Registre électeurs        |                                |                                |       |   |     |
|                           | Indépendant vainqueur sur Whig | Indépendant vainqueur sur Whig | Swing |   |     |

### Élections dans les années 1750
| Parti              | Parti                                | Candidat    | Voix            | %               | ±               |
| ------------------ | ------------------------------------ | ----------- | --------------- | --------------- | --------------- |
|                    | Indépendant                          | David Scott | Sans opposition | Sans opposition | Sans opposition |
| Registre électeurs |                                      |             |                 |                 |                 |
|                    | Indépendant Vainqueur de Indépendant |             |                 |                 |                 |

| Parti              | Parti                                | Candidat    | Voix            | %               | ±               |
| ------------------ | ------------------------------------ | ----------- | --------------- | --------------- | --------------- |
|                    | Indépendant                          | David Scott | Sans opposition | Sans opposition | Sans opposition |
| Registre électeurs |                                      |             |                 |                 |                 |
|                    | Indépendant Vainqueur de Indépendant |             |                 |                 |                 |

### Élections dans les années 1760
| Parti              | Parti                                | Candidat    | Voix            | %               | ±               |
| ------------------ | ------------------------------------ | ----------- | --------------- | --------------- | --------------- |
|                    | Indépendant                          | David Scott | Sans opposition | Sans opposition | Sans opposition |
| Registre électeurs |                                      |             |                 |                 |                 |
|                    | Indépendant Vainqueur de Indépendant |             |                 |                 |                 |

| Parti              | Parti                                | Candidat     | Voix            | %               | ±               |
| ------------------ | ------------------------------------ | ------------ | --------------- | --------------- | --------------- |
|                    | Indépendant                          | John Lindsay | Sans opposition | Sans opposition | Sans opposition |
| Registre électeurs |                                      |              |                 |                 |                 |
|                    | Indépendant Vainqueur de Indépendant |              |                 |                 |                 |

| Parti                     | Parti                                 | Candidat                              | Voix  | %  | ±   |
| ------------------------- | ------------------------------------- | ------------------------------------- | ----- | -- | --- |
|                           | Indépendant                           | Thomas Lyon                           | 3     | 60 | N/A |
|                           | Whig                                  | William Maule                         | 2     | 40 | N/A |
| Bulletins de vote rejetés |                                       |                                       |       |    |     |
| Majorité                  | Majorité                              | Majorité                              | 1     | 20 |     |
| Participation             | Participation                         | Participation                         | 5     |    |     |
| Registre électeurs        |                                       |                                       |       |    |     |
|                           | Indépendant vainqueur sur Indépendant | Indépendant vainqueur sur Indépendant | Swing |    |     |

### Élections dans les années 1770
| Parti              | Parti                                | Candidat    | Voix            | %               | ±               |
| ------------------ | ------------------------------------ | ----------- | --------------- | --------------- | --------------- |
|                    | Indépendant                          | Thomas Lyon | Sans opposition | Sans opposition | Sans opposition |
| Registre électeurs |                                      |             |                 |                 |                 |
|                    | Indépendant Vainqueur de Indépendant |             |                 |                 |                 |

| Parti              | Parti                                | Candidat      | Voix            | %               | ±               |
| ------------------ | ------------------------------------ | ------------- | --------------- | --------------- | --------------- |
|                    | Indépendant                          | Adam Drummond | Sans opposition | Sans opposition | Sans opposition |
| Registre électeurs |                                      |               |                 |                 |                 |
|                    | Indépendant Vainqueur de Indépendant |               |                 |                 |                 |

### Élections dans les années 1780
| Parti              | Parti            | Candidat      | Voix            | %               | ±               |
| ------------------ | ---------------- | ------------- | --------------- | --------------- | --------------- |
|                    | Indépendant      | Adam Drummond | Sans opposition | Sans opposition | Sans opposition |
| Registre électeurs |                  |               |                 |                 |                 |
|                    | Indépendant hold |               |                 |                 |                 |

| Parti              | Parti                         | Candidat           | Voix            | %               | ±               |
| ------------------ | ----------------------------- | ------------------ | --------------- | --------------- | --------------- |
|                    | Whig                          | Sir David Carneige | Sans opposition | Sans opposition | Sans opposition |
| Registre électeurs |                               |                    |                 |                 |                 |
|                    | Whig Vainqueur de Indépendant |                    |                 |                 |                 |

### Élections dans les années 1790
| Parti                     | Parti                          | Candidat                       | Voix  | %  | ±   |
| ------------------------- | ------------------------------ | ------------------------------ | ----- | -- | --- |
|                           | Indépendant                    | Alexander Callander            | 3     | 60 | N/A |
|                           | Whig                           | Sir David Carneige             | 2     | 40 | N/A |
| Bulletins de vote rejetés |                                |                                |       |    |     |
| Majorité                  | Majorité                       | Majorité                       | 1     | 20 |     |
| Participation             | Participation                  | Participation                  | 5     |    |     |
| Registre électeurs        |                                |                                |       |    |     |
|                           | Indépendant vainqueur sur Whig | Indépendant vainqueur sur Whig | Swing |    |     |

| Parti              | Parti                                | Candidat            | Voix            | %               | ±               |
| ------------------ | ------------------------------------ | ------------------- | --------------- | --------------- | --------------- |
|                    | Indépendant                          | Alexander Allardyce | Sans opposition | Sans opposition | Sans opposition |
| Registre électeurs |                                      |                     |                 |                 |                 |
|                    | Indépendant Vainqueur de Indépendant |                     |                 |                 |                 |

| Parti              | Parti            | Candidat            | Voix            | %               | ±               |
| ------------------ | ---------------- | ------------------- | --------------- | --------------- | --------------- |
|                    | Indépendant      | Alexander Allardyce | Sans opposition | Sans opposition | Sans opposition |
| Registre électeurs |                  |                     |                 |                 |                 |
|                    | Indépendant hold |                     |                 |                 |                 |

### Élections dans les années 1800
| Parti              | Parti                                | Candidat       | Voix            | %               | ±               |
| ------------------ | ------------------------------------ | -------------- | --------------- | --------------- | --------------- |
|                    | Indépendant                          | James Farquhar | Sans opposition | Sans opposition | Sans opposition |
| Registre électeurs |                                      |                |                 |                 |                 |
|                    | Indépendant Vainqueur de Indépendant |                |                 |                 |                 |

| Parti              | Parti            | Candidat       | Voix            | %               | ±               |
| ------------------ | ---------------- | -------------- | --------------- | --------------- | --------------- |
|                    | Indépendant      | James Farquhar | Sans opposition | Sans opposition | Sans opposition |
| Registre électeurs |                  |                |                 |                 |                 |
|                    | Indépendant hold |                |                 |                 |                 |

| Parti                     | Parti                          | Candidat                       | Voix  | %    | ±       |
| ------------------------- | ------------------------------ | ------------------------------ | ----- | ---- | ------- |
|                           | Whig                           | John Ramsay                    | 3     | 60,0 | Nouveau |
|                           | Indépendant                    | James Farquhar                 | 2     | 40,0 | N/A     |
| Bulletins de vote rejetés |                                |                                |       |      |         |
| Majorité                  | Majorité                       | Majorité                       | 1     | 20,0 |         |
| Participation             | Participation                  | Participation                  | 5     |      |         |
| Registre électeurs        |                                |                                |       |      |         |
|                           | Whig vainqueur sur Indépendant | Whig vainqueur sur Indépendant | Swing |      |         |

| Parti                     | Parti                          | Candidat                       | Voix  | %    | ±     |
| ------------------------- | ------------------------------ | ------------------------------ | ----- | ---- | ----- |
|                           | Indépendant                    | James Farquhar                 | 3     | 60,0 | +20.0 |
|                           | Whig                           | John Ramsay                    | 2     | 40,0 | -20.0 |
| Bulletins de vote rejetés |                                |                                |       |      |       |
| Majorité                  | Majorité                       | Majorité                       | 1     | 20,0 |       |
| Participation             | Participation                  | Participation                  | 5     |      |       |
| Registre électeurs        |                                |                                |       |      |       |
|                           | Indépendant vainqueur sur Whig | Indépendant vainqueur sur Whig | Swing |      |       |

### Élections dans les années 1810
| Parti                     | Parti               | Candidat            | Voix  | %    | ±     |
| ------------------------- | ------------------- | ------------------- | ----- | ---- | ----- |
|                           | Indépendant         | James Farquhar      | 4     | 80   | +20.0 |
|                           | Whig                | Thomas Molison      | 1     | 20   | -20.0 |
| Bulletins de vote rejetés |                     |                     |       |      |       |
| Majorité                  | Majorité            | Majorité            | 3     | 60,0 |       |
| Participation             | Participation       | Participation       | 5     |      |       |
| Registre électeurs        |                     |                     |       |      |       |
|                           | Indépendant retenir | Indépendant retenir | Swing |      |       |

| Parti                     | Parti                             | Candidat                          | Voix  | %    | ±       |
| ------------------------- | --------------------------------- | --------------------------------- | ----- | ---- | ------- |
|                           | Radical                           | Joseph Hume                       | 3     | 75,0 | Nouveau |
|                           | Indépendant                       | James Farquhar                    | 1     | 25,0 | -55.0   |
| Bulletins de vote rejetés |                                   |                                   |       |      |         |
| Majorité                  | Majorité                          | Majorité                          | 2     | 50,0 |         |
| Participation             | Participation                     | Participation                     | 4     |      |         |
| Registre électeurs        |                                   |                                   |       |      |         |
|                           | Radical vainqueur sur Indépendant | Radical vainqueur sur Indépendant | Swing |      |         |

### Élections dans les années 1820
| Parti                     | Parti           | Candidat        | Voix  | %    | ±     |
| ------------------------- | --------------- | --------------- | ----- | ---- | ----- |
|                           | Radical         | Joseph Hume     | 3     | 60,0 | -15.0 |
|                           | Indépendant     | John Mitchell   | 2     | 40,0 | N/A   |
| Bulletins de vote rejetés |                 |                 |       |      |       |
| Majorité                  | Majorité        | Majorité        | 1     | 20,0 |       |
| Participation             | Participation   | Participation   | 5     |      |       |
| Registre électeurs        |                 |                 |       |      |       |
|                           | Radical retenir | Radical retenir | Swing |      |       |

| Parti              | Parti        | Candidat    | Voix            | %               | ±               |
| ------------------ | ------------ | ----------- | --------------- | --------------- | --------------- |
|                    | Radical      | Joseph Hume | Sans opposition | Sans opposition | Sans opposition |
| Registre électeurs |              |             |                 |                 |                 |
|                    | Radical hold |             |                 |                 |                 |

### Élections dans les années 1830
| Parti                     | Parti                      | Candidat                   | Voix  | %    | ±       |
| ------------------------- | -------------------------- | -------------------------- | ----- | ---- | ------- |
|                           | Tory                       | James Carnegie             | 3     | 60,0 | Nouveau |
|                           | Whig                       | Horatio Ross               | 2     | 40,0 | Nouveau |
| Bulletins de vote rejetés |                            |                            |       |      |         |
| Majorité                  | Majorité                   | Majorité                   | 1     | 20,0 |         |
| Participation             | Participation              | Participation              | 5     |      |         |
| Registre électeurs        |                            |                            |       |      |         |
|                           | Tory vainqueur sur Radical | Tory vainqueur sur Radical | Swing |      |         |

| Parti              | Parti                  | Candidat     | Voix            | %               | ±               |
| ------------------ | ---------------------- | ------------ | --------------- | --------------- | --------------- |
|                    | Whig                   | Horatio Ross | Sans opposition | Sans opposition | Sans opposition |
| Registre électeurs |                        |              |                 |                 |                 |
|                    | Whig Vainqueur de Tory |              |                 |                 |                 |